# Делгер Мурен
Делгер Мурен (на монголски: Дэлгэр мөрөн) е река в Северна Монголия и частично (25 km) по границата с Русия (Република Тува), лява съставяща на река Селенга, вливаща се в езерото Байкал. С дължина 445 km и площ на водосборния басейн 26 640 km² река Делгер Мурен води началото си от малко безименно езеро, разположено на 2618 m н.в. на южния склон на планината Улан Тайга. По цялото си протежение тече предимно в тясна (150 – 300 m) планинска долина, в горното и средното течение – предимно на юг, а в долното – на изток и югоизток. На 49°15′44″ с.ш. и 100°40′45″ и.д. и на 1179 m н.в. се съединява с идващата отдясно река Идер и двете заедно дават началото на река Селенга. Основни притоци: леви – Белтес гол; десни – Ихе Тайрисин гол, Ослог гол, Шарга гол, Буксийн го. Има предимно дъждовно подхранване и ясно изразено лятно (месец юни) пълноводие, обусловено от топенето на снеговете, редки летни прииждания в резултат от поройни дъждове във водосборния ѝ басейн, а от ноември до март – ясно изразено маловодие. Средният годишен отток в устието ѝ е 33 m³/s. Замръзва през ноември, а се размразява през април. Част от водите ѝ се използват за водоснабдяване на град Мурен, единственото по-голямо селище по течението на Делгер Мурен.